# アレクサンデル・タンスマン
アレクサンデル・タンスマン（Aleksander Tansman, 後にAlexandre Tansman, 1897年6月11日 ウッチ – 1986年11月15日 パリ）は、ポーランド出身のフランスの作曲家・ピアニスト。ユダヤ系。もっぱら新古典主義音楽の作曲様式を採っているが、近代フランス音楽に加えて、ポーランドやユダヤの民族音楽にも影響されている。

## 生涯
ウッチ音楽院で音楽を学んだ後、ワルシャワに出てピョートル・レイテルに対位法、楽式論、作曲法を学ぶ。同時にワルシャワ大学で法学と哲学の学位を取得。学業を了えてまもなくパリに渡る。当時の保守的なポーランドの音楽環境とは反対に、フランスでは自らの音楽観が認められ、モーリス・ラヴェルやイーゴリ・ストラヴィンスキーに影響されるようになった（後に自叙伝において、ストラヴィンスキーは極めて丁重にもてなしてくれたと回想している）。パリ滞在中に、同地で活躍する外国出身の作曲家、すなわち音楽版「エコール・ド・パリ」の一員として名を馳せるようになり、アルテュール・オネゲルやダリウス・ミヨーに「フランス六人組」に参加するよう説得されるが、独立独歩でやっていきたい旨を述べて断った。
タンスマンはきまって自らをポーランドの作曲家と呼んでいたにもかかわらず、フランス語を常用し、フランス人ピアニストのコレット・クラと結婚した。ヒトラーの権勢が上向きになると、血統上ユダヤ人のために1941年にアメリカ合衆国に亡命（ビザ取得に掛け合ってくれたのが親友チャールズ・チャップリンだった）。ロサンジェルスに定住し、同地で同じく亡命中のアルノルト・シェーンベルクと親交を結ぶ。戦後はパリに戻るが、ヨーロッパ楽壇における前衛音楽の抬頭によって、完全に時流から取り残され、もはや聴衆には目新しい音楽と意識されることもなくなり、創作活動からかつての勢いが失われていった。
前衛音楽を軸として動き始めた戦後フランス楽壇の流行になじめないまま、タンスマンは自らの音楽のルーツを辿り始め、いくつかの大曲の創作において、ユダヤ人やポーランド人としての拠り所に頼るようになった。この間に、フランスでの音楽活動と家庭生活を守りながら、ポーランドとの結びつきを再び明らかにしていった。1986年に没するまでフランスに暮らした。
現在ウッチでは、1年おきに将来性のある音楽家のためにアレクサンデル・タンスマン国際音楽コンクールが開催され、タンスマンの作品の普及と地域文化の活性化に貢献している。

## 作品
タンスマンは国際的に認められた作曲家であっただけでなく、ヴィルトゥオーソのピアニストでもあった。1932年から33年まで世界各地で演奏旅行に乗り出し、昭和天皇やマハトマ・ガンディーなどの要人のために御前演奏も行い、ポーランドで最も偉大な演奏家の一人と見做された。その後はアメリカ合衆国で5度の演奏会を行い、クーセヴィツキー指揮のボストン交響楽団にもソリストとして客演しただけでなく、フランスでも盛んに演奏活動を行なった。
タンスマンの作品は、フランス新古典主義様式にのっとりながらも、ポーランドやユダヤの民族音楽の影響も加味されている。早くもポーランドを去ったときには音楽思想の最先端に立ち（このため音楽評論家から、半音階的で、時として複調的な書法が疑問視されたが）、ラヴェルの和声法を拡張するようになり、後には、伝統的な和声法からの訣別という点において、アレクサンドル・スクリャービンに比肩しうるほどになった。
タンスマンはある書簡の中で次のように述べている。「はっきり言ってわたくしはフランスに多くの恩義を感じておりますが、私の音楽を聴いた人なら誰であれ、私が過去から未来に至るまで、いつまでもポーランドの作曲家であるということを疑うことはできないでしょう。」
タンスマンはショパン亡き後に、ポロネーズやマズルカのような伝統的なポーランド舞曲を支持した、主要な人物であったといえよう。これらのポーランド舞曲はショパンに触発されて作曲され、またショパンを賛美する気持ちから作曲された。軽快な小品からヴィルトゥオーゾ向けの傑作まで、これらの曲にタンスマンは、伝統的なポーランド民謡を主題とし、特徴的な新古典主義の自作にそれらの主題を用いている。しかしながら、民謡そのものを直截に書き付けることはしなかった。タンスマンはラジオ番組のインタビューにこう答えている。「わたくしは生のポーランド民謡を原型のまま使ったことはありませんし、民謡に和声付けをしようとしたこともありません。民謡を近代化しようとすることは、民謡をだめにすることなのです。民謡は、本来の和声のままに保たれていなければなりません。」
タンスマンはこんにちでは、（ほとんどがアンドレス・セゴビアのために作曲された）ギター曲の作曲家としておそらく最も有名であろう。とりわけ、1962年の《ポーランド風の組曲（ポーランド舞曲集）》が有名であり、セゴビアがこの作品を録音や演奏会で頻繁に取り上げたため、こんにちではギター独奏用の標準的な演目に入っている。タンスマンの作品は同時代の数々のヴィルトゥオーゾや名歌手に取り上げられ、ワルター・ギーゼキング、ホセ・イトゥルビ、ジャーヌ・バトリ、ヨゼフ・シゲティ、パブロ・カザルス、グレゴール・ピアティゴルスキーらのレパートリーに入っていた。

## 来日公演
1933年、米国での演奏旅行を終えたタンスマンはプレジデント・タフト号に乗り、3月17日横浜港に入港した。2週間の旅程で帝国ホテルに滞在し、翌18日には宮城道雄宅を訪れ筝曲の演奏を鑑賞した。タンスマンの第1回目の演奏会は3月19日仁壽講堂で、第2回は21日に同じく仁壽講堂で開かれ、自作のピアノ曲やヴァイオリンとピアノのソナタ、交響曲第2番からの抜粋などがピアノで演奏された。
3月22日には百人一首による『八つの日本の歌』のレコーディングが、荻野綾子のソプラノで行われた。また同日夕刻には新興作曲家連盟主催のレセプションが開かれ、タンスマンは何人もの日本人作曲家と交流している。さらに24日にはラジオ放送（JOAK）で彼の『ピアノ協奏曲第2番』が、作曲家自身のピアノ、ニコライ・シフェルブラット指揮、新交響楽団で放送された。そして3月31日に日比谷公会堂で開催された告別演奏会では、器楽に加え『八つの日本の歌』（1919）から7曲が、荻野綾子のソプラノで演奏されている。

## 主要作品一覧
タンスマンは長い生涯の間に数百点もの作品を遺した。以下はその主なものである。
歌劇
- クルド族の夜 La nuit kurde（1927年）
- サバタイ・ツビ Sabbataï Zévi, le faux messie（1957～1958年）

バレエ音楽
- 楽園の花園 Le jardin du paradis（1922年）

映画音楽
- 「創世記」のための音楽 The Genesis（ナレーションと管弦楽のための作品、シェーンベルク、ミヨー、ストラヴィンスキー、カステルヌオーヴォ＝テデスコ、エルンスト・トッホ、シルクレとの共作）（1944年）
- 『にんじん』Poil de Carotte（1932年）
- Flesh and Fantasy（1942年）
- Paris Underground（1945年）
- Destiny（1945年）
- Sister Kenny（1946年）
- The Bargee（1964年）

交響曲
- 第1番（1917年）
- 第2番（1926年）（「第2番」は後についた名称で、当初は「交響曲イ短調」であった[9]。日本初演は1933年9月26日 日比谷公会堂 ニコライ・シフェルブラット指揮 新交響楽団[10]）
- 第3番「協奏交響曲 Symphonie concertante」（1931年）
- 第4番（1939年）
- 第5番（1942年）
- 第6番「イン・メモリアム In memoriam」（1944年）
- 第7番「抒情的 Lyrique」（1944年）
- 第8番「管弦楽のための音楽 Musique pour orchestre」（1948年）
- 第9番（1957～1958年）

協奏曲
- ピアノ協奏曲 第2番（1927年）（チャップリンに献呈[11]）
- 王宮の音楽　Musique de cour d'après Robert de Visée（1960年）

管弦楽曲
- 伝説曲 Légende（1923年）
- トリプティーク Triptyque（1930年）（弦楽合奏版、1931年パリに於いて作曲者の指揮で初演。弦楽四重奏版もあり）[12]
- ヘブライ狂詩曲 Rapsodie hébraïque（1933年）
- フレスコバルディの主題による変奏曲 Variations sur un thème de Frescobaldi（1937年）（指揮者ウラディミール・ゴルシュマンと、彼が首席指揮者を務めていたセントルイス交響楽団の委嘱。作曲者により1942年に弦楽合奏版に編曲されている[13]）
- ポーランド狂詩曲 Rapsodie polonaise（1940年）
- 管弦楽のための協奏曲（1954年）
- 管弦楽曲《4つの交響的断章》4 mouvements symphoniques（1956年）
- イーゴリ・ストラヴィンスキー、追憶の石碑, orchestra（1972年）
- Les dix Commandements, orchestra（1978～1979年）

声楽曲、合唱曲
- 管弦楽伴奏つき連作歌曲《8つの日本の歌》8 mélodies japonaises（1918年）（百人一首を題材に作曲）
- 管弦楽伴奏つき合唱曲《預言者イザヤ》Isaïe le prophète（1950年）
- テノール独唱、合唱、管弦楽のための《詩篇唱》Psaumes（1960～1961年）

室内楽曲
- 8つの弦楽四重奏曲（1917年, 1922年, 1925年, 1935年, 1940年, 1944年, 1947年, 1956年）
- ファゴットとピアノのための《ソナチネ》Sonatine
- ファゴットとピアノのための《組曲》Suite

ピアノ曲
タンスマン協会サイト掲載の作品目録 から日本で演奏された曲を中心に抜粋
　詳細は「タンスマンのピアノ作品一覧」を参照
- 20のポーランド風やさしい小品 Vingt pièces faciles sur des mélodies populaires polonaises (1917-1924)
- マズルカ集 第1集-第4集 Mazurkas, 1er-4e recueil (1918-1941)
- 古い様式の組曲 Suite dans le style ancien (1929) (6曲からなる。管弦楽版あり)
- 大西洋横断ソナチネ Sonatine transatlantique (1930=ピアノソロ). (1931=2台ピアノ) (管弦楽版あり)
- 大都会 La grande ville (1935) (2台ピアノ)
- ポーランド狂詩曲 Rapsodie polonaise (1940)
- カーニバル組曲 Carnival Suite (1941-1942) (2台ピアノ) (管弦楽版あり)
- イスラエル旅行 組曲 Visit to Israel, suite (1958) (10曲からなる)

ギター曲
- スクリャービンの主題による変奏曲
- カヴァティーナ Cavatine（1950年）
- ポーランド風組曲Suite in modo polonico（1962年）
- ショパンを讃えて Hommage à Chopin, guitar（1966年）
- レフ・ワレサを讃えて Hommage à Lech Walesa（1982年）

## 日本における作品演奏
1933年の来日公演以降、日本におけるタンスマンの作品演奏は、ギター作品を除き多くない。来日した年の9月に新交響楽団が定期公演で『交響曲第2番イ短調』を、シフェルブラットの指揮で取り上げているが、戦前の演奏は他には確認できない。
戦後は1954年に芥川也寸志、黛敏郎、團伊玖磨による3人の会が第1回公演で、タンスマンの弦楽合奏曲「トリプティーク」を取り上げた。演奏は上田仁指揮、東京交響楽団であった。
その後長い間タンスマンの演奏記録はみつからない。21世紀に入り、ピアニストのグループPCCが「アレクサンドル・タンスマンの世界」と題したピアノ曲連続演奏会を開催している。第1回は2003年4月19日、第2回は2003年9月7日、第3回は2004年4月7日であった。そこではタンスマンの「ピアノを弾く若者」「カーニバル組曲」「大都会」「ポーランド風狂詩曲」「大西洋横断ソナチネ」などの他、妻コレットの父親ジャン・クラの作品「子どもの魂」や、交流のあったラヴェル、ストラヴィンスキーの作品も演奏された。
2011年6月18日にはピアニストの花岡千春がリサイタルで、タンスマンの「チェロとピアノ」「歌曲」「ピアノ独奏」の作品を、チェロの村井将、ソプラノの小泉恵子と共に演奏した。
2015年6月29日には東京都交響楽団がオレグ・カエターニの指揮で、『フレスコバルディの主題による変奏曲』の弦楽合奏版を演奏した。
2018年2月17日にはバリトンの田中俊太郎が、東京藝術大学博士後期課程学位審査演奏会でタンスマン『8つの日本の歌』から「白露に」を演奏した。田中の博士論文は「松平頼則《古今集》研究――近代フランス音楽受容から戦後創作への過程として」というタイトルであった。なおこの「白露に」は1933年のタンスマン来日時に、荻野綾子のソプラノ、作曲者のピアノで演奏され、レコーディングされた曲である。
2019年7月21日にオーケストラ・ニッポニカが、「タンスマンへの感謝と抉別」と題した演奏会で、タンスマン作曲『フレスコバルディの主題による変奏曲』 (管弦楽版) と、『交響曲第2番イ短調』を野平一郎の指揮で演奏した。フレスコバルディの管弦楽版は日本初演、交響曲第2番は1933年以来の再演であった。